# Franco Michelini Tocci
Franco Michelini Tocci (Cagli, 28 febbraio 1899 – Monte Grappa, 27 ottobre 1918) è stato un militare italiano insignito della medaglia d'oro al valor militare alla memoria nel corso della prima guerra mondiale.

## Biografia
Nacque a Cagli, provincia di Pesaro, il 28 febbraio 1899, figlio di Agostino e di Antonietta Mochi, all'interno di una nobile famiglia marchigiana. Conseguì il diploma di scuola superiore presso il Liceo classico Ennio Quirino Visconti di Roma e si iscrisse al primo anno della facoltà di matematica dell'Università di Roma.
Chiamato a prestare servizio militare nel Regio Esercito all'età di diciotto anni, venne inviato a frequentare il corso per allievi ufficiali di complemento alla Scuola militare di Caserta. Il 22 aprile 1917 ottenne la nomina ad aspirante ufficiale nel 6º Reggimento alpini e nel mese di ottobre, assegnato al battaglione alpini "Monte Berico", che raggiunse ad Auzza, sull'Isonzo, in quello stesso mese, assegnato alla compagnia complementare. Promosso sottotenente, nell'aprile 1918 e trasferito al 7º Reggimento alpini, venne destinato alla 68ª Compagnia del battaglione alpini "Pieve di Cadore", schierato nella zona dell'altipiano. Nel luglio, dopo una breve licenza, raggiunse la sua compagnia in prima linea a Doss Casina, e poi venne inviato sul Monte Grappa all'inizio della battaglia di Vittorio Veneto. 
Il 24 ottobre con la sua compagnia si diresse verso la zona di combattimento e passò la notte a Col dell’Orso sotto un intenso bombardamento nemico, ed il 25 mattina scese a Cason del Sol in attesa di ricevere gli ordini. Il mattino del 27 ottobre, alle ore 9:00, giunse l'ordine di portarsi all'attacco delle munite posizioni austro-ungariche del Valderoa. Alla testa dei suoi soldati riuscì a giungere a pochi metri dalla trincea avversaria. Sotto il fuoco concentrato delle armi nemiche, condusse con grande slancio e sprezzo del pericolo i suoi alpini superstiti alla conquista della posizione, cadendo mortalmente ferito colpito da una scheggia di bomba a mano, riuscendo a mormorare Avanti, alpini ! Cadore !.
Con Regio Decreto del 19 agosto 1921 fu insignito della medaglia d'oro al valor militare alla memoria.